# 12758 Kabudari
12758 Kabudari là một tiểu hành tinh vành đai chính với chu kỳ quỹ đạo là 2023.0042557 ngày (5.54 năm).
Nó được phát hiện ngày 22 tháng 9 năm 1993.

ở Arawak language of the indigenous Axaguas people of Venezuela, "Kabudarí" means "large tree". This name was chosen by the children Mayendry Linarez và Mauriel Yépez, of the Escuela Bolivariana "Don Vidal Hernández Agüero", winners of the contest "Bautizo Espacial 2007".